# مقاطعة مكريري (كنتاكي)
مقاطعة مككريري (بالإنجليزية: McCreary County)‏ هي إحدى المقاطعات في ولاية كنتاكي في الولايات المتحدة الأمريكية.